# جامعة روجافا
جامعة روجافا (بالكردية: Zanîngeha Rojava‏) هي جامعة كُرديّة غير معترف بها، تقع في مدينة القامشلي في سوريا، وتتبع الإدارة الذاتية لشمال وشرق سوريا.
تأسست الجامعة في يوليو 2016 مع مناهج الطب، والهندسة، والعلوم والفنون، والعلوم الإنسانية. بالإضافة إلى ذلك، تقدم الجامعة برامج للتعليم في المدارس الابتدائية والأدب الكردي. تحافظ الجامعة على شراكة مع جامعة باريس 8 بسان دوني في فرنسا. وفي أغسطس، فتحت الجامعة التسجيل للطلاب في العام الدراسي 2016-2017. أقيم حفل الافتتاح في 20 نوفمبر 2016.
ابتداءً من أكتوبر 2017، أي من عامها الدراسي الثاني، أضافت الجامعة برنامجًا لعلم الجينولوجيا. يدرس 711 طالبًا في الفنون الحرة بالجامعة، وعلم الجينولوجيا، والبتروكيماويات، والزراعة، والفنون الجميلة، والتربية مع دورات تدرس اللغة الكردية (اللغة التعليمية الأساسية) والعربية والإنجليزية.
بسبب الغزو التركي عام 2018 واحتلال عفرين، خُصصت عدة مقاعد لعدة طلاب من جامعة عفرين في جامعة روجآفا لمواصلة دراساتهم.
عند زيارة الجامعة، قال ديفيد غرايبر أن «فكرة الجامعة كما قدمت لي هي فكرة منعشة للغاية».

## روابط خارجية
- فيديو لافتتاح جامعة روجافا، 21 نوفمبر 2016